# قمری گردن‌طوقی
قمری گردن‌طوقی (نام علمی: Streptopelia capicola) نام یک گونه از سرده قمری‌ها است.